# Mizuame
Mizuame (jap. 水飴 mizu-ame; dosł. „wodny cukierek”) – gęsty syrop słodowy używany w Japonii do produkcji m.in. cukierków, wyrobów cukierniczych, dżemów. 

## Opis
Jest to bezbarwna, gęsta i lepka ciecz powstała w wyniku scukrzania skrobi za pomocą kwasów i enzymów scukrzających. Stanowi mieszaninę cukrów złożonych z glukozy, maltozy i dekstryn.

## Wykorzystanie
Mizuame stanowi główny składnik rozmaitych japońskich słodyczy, np.: 
- rakugan, suchych wyrobów cukierniczych wytwarzanych od 400 lat ze skrobi (m.in. z mąki ryżowej, sojowej, jęczmiennej) i cukru, mieszanych i prasowanych we wzory wycięte w formach (są one wykorzystywane m.in. w ceremonii herbacianej chanoyu)[1][3].

- kasutery (port. pão de Castella, ang. Castella cake). Jest to rodzaj bardzo słodkiego ciasta biszkoptowego, wprowadzonego do Japonii przez Portugalczyków w XVI wieku, jest częstą formą podarunku[1][4][5].

## Wytwarzanie
Mizuame jest wytwarzane w bardzo podobny sposób do syropu kukurydzianego i ma bardzo podobny smak. Zasadnicza produkcja odbywa się na dwa sposoby.
Pierwszą, powszechną metodą jest hydroliza skrobi ziemniaczanej z kwasem, np. solnym, szczawiowym, siarkowym lub azotowym w celu wytworzenia odpowiedniego syropu.
Z racji toksyczności kwasu szczawiowego i nadawania także syropowi kwaskowatego posmaku, dodaje się węglan wapnia, w celu wytworzenia nierozpuszczalnego w wodzie szczawianu, a następnie usuwa się go metodą filtracji.
Druga, tradycyjna metoda polega na zmieszaniu kleistego ryżu ze słodem i zostawienie tak powstałej masy. Wraz z upływem czasu, następuje naturalny rozkład enzymów przekształcających skrobię w mizuame. Nazywa się go mugi mizuame (麦水飴) i jest uważany za bardziej aromatyczne niż wykonane ze skrobi ziemniaczanej.

## Galeria

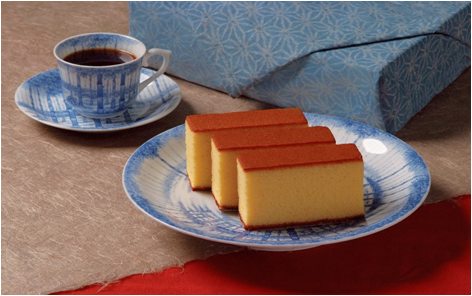
Kasutera
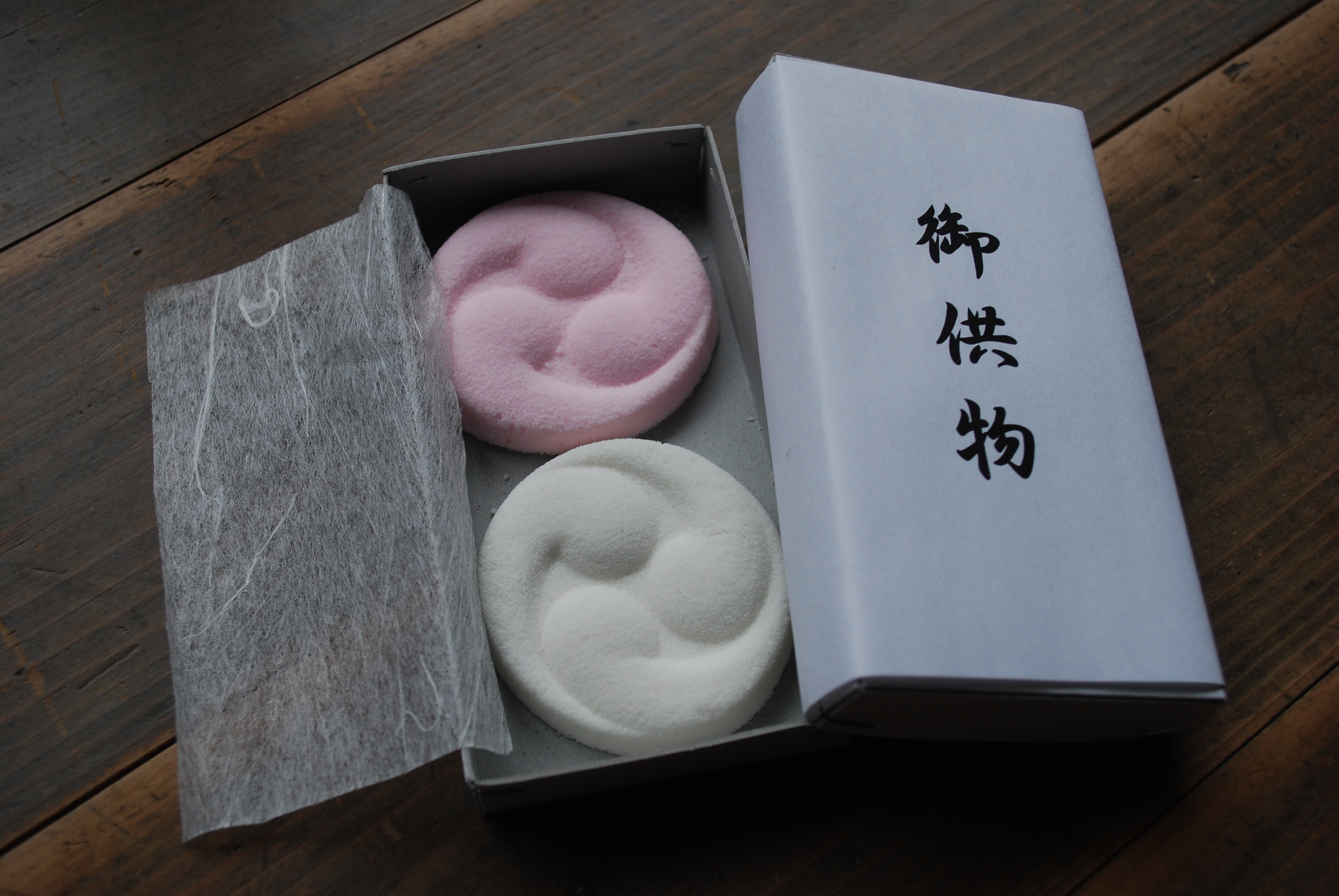
Rakugan